# Pseudione ampla
Pseudione ampla är en kräftdjursart som beskrevs av Clements Robert Markham 1988. Pseudione ampla ingår i släktet Pseudione och familjen Bopyridae.
Artens utbredningsområde är Mexikanska golfen. Inga underarter finns listade i Catalogue of Life.